# Château de la Faurie
Le château de la Faurie ou manoir de la Faurie est un château français implanté sur la commune de Bassillac et Auberoche dans le département de la Dordogne, en région Nouvelle-Aquitaine.
C'est une propriété privée.
Il fait l'objet d'une protection au titre des monuments historiques.

## Situation
Le château de la Faurie se situe dans le département de la Dordogne, en Périgord central, au cœur du bourg du Change, à une soixantaine de mètres de la route départementale 5.
À moins de cent mètres, le château de la Sandre est situé dans le même bourg, au sud-est.

## Historique et architecture
Bâti au XVe siècle puis fortement remanié, le château de la Faurie a conservé au nord une tour fortifiée circulaire du XVe ou du XVIe siècleavec chemin de ronde soutenu par des corbeaux, ainsi qu'à l'ouest une tour pentagonale du XVIe siècle qui renferme un escalier à vis.
Il a appartenu à la famille de la Tour,
L'édifice est inscrit au titre des monuments historiques le 12 octobre 1948.

## Photothèque

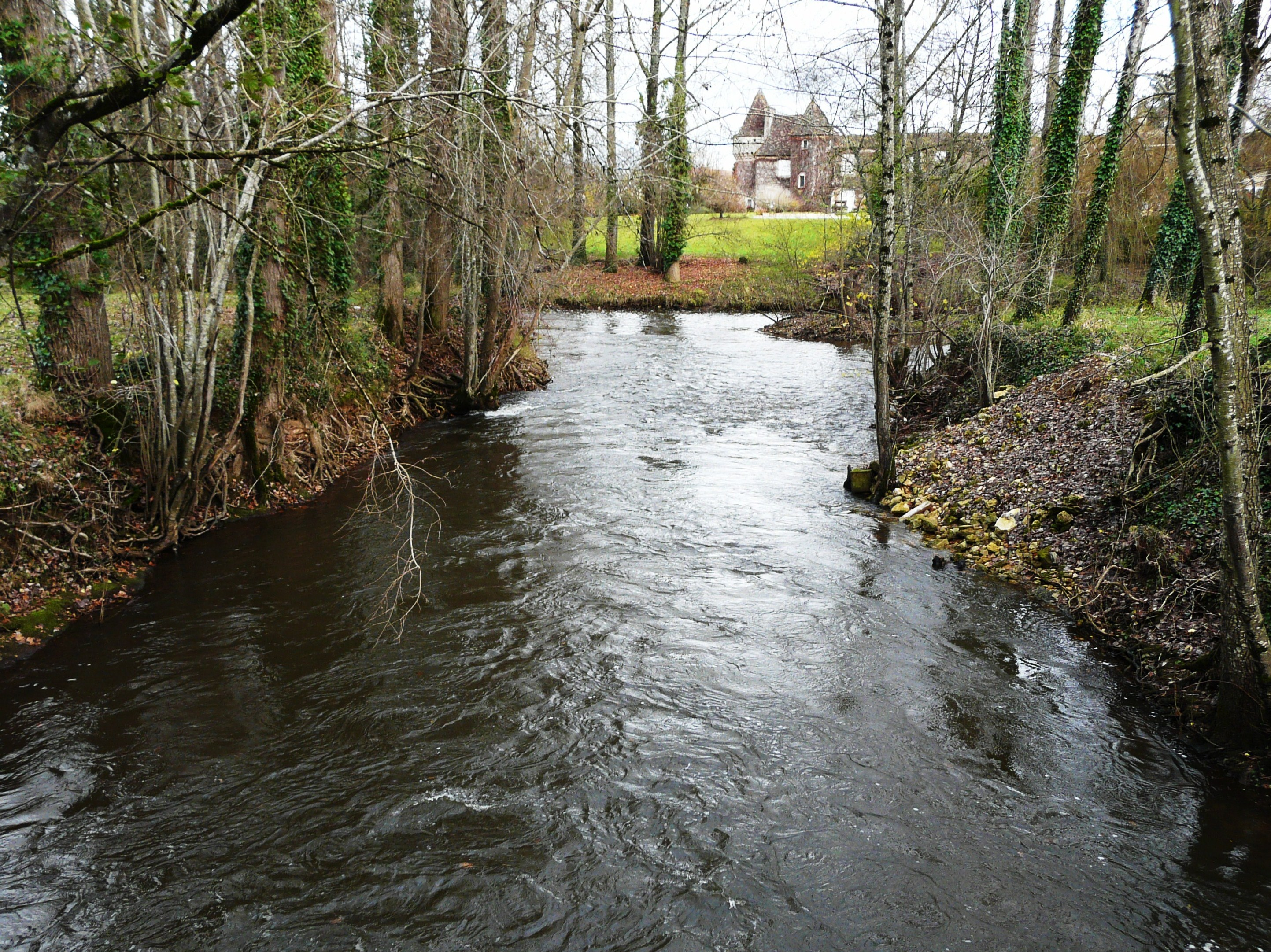
L'Auvézère et au fond, le château de la Faurie.
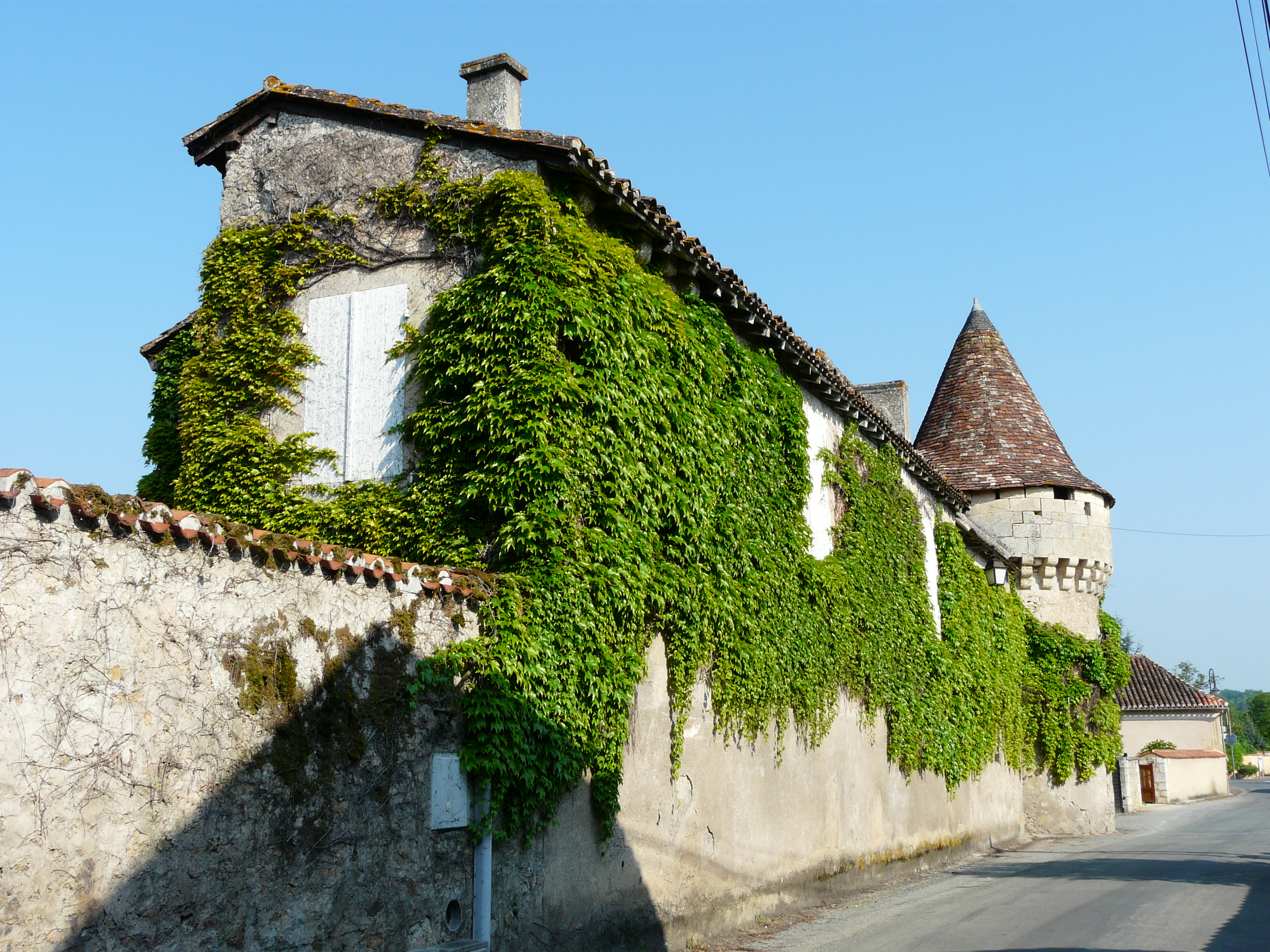
La façade orientale longe la rue de la Faurie.
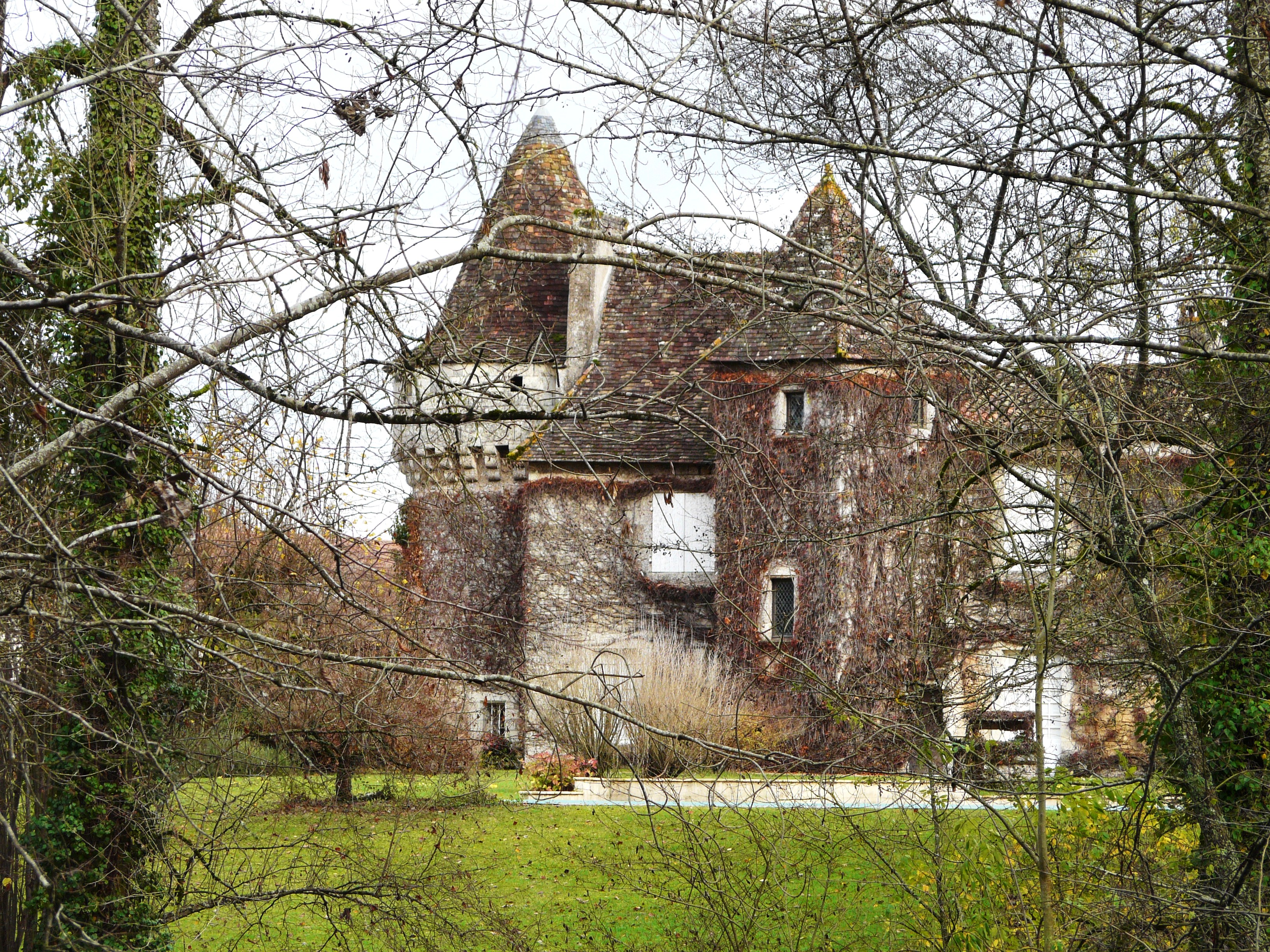
Vue du château depuis l'ouest.
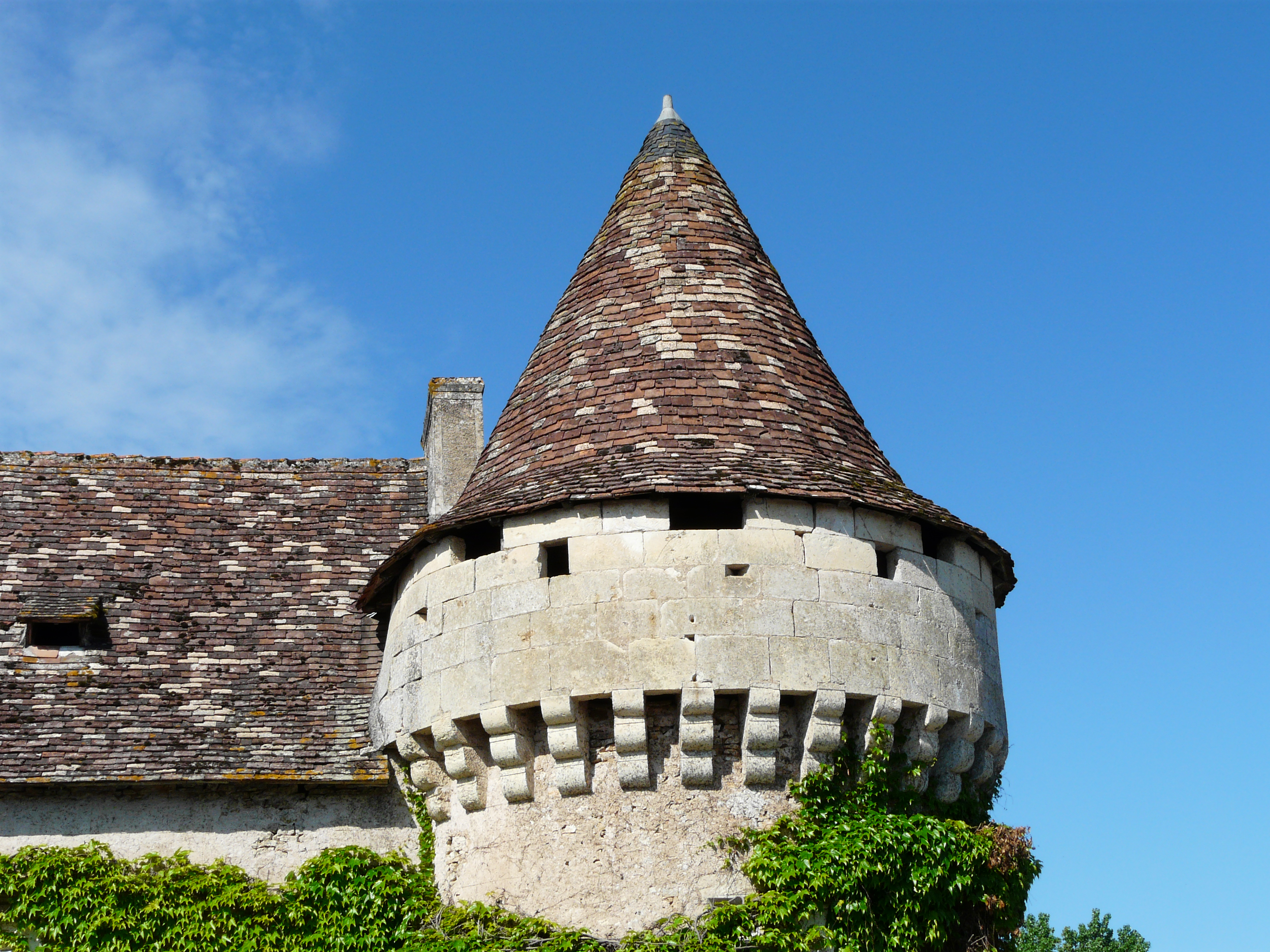
Le chemin de ronde de la tour fortifiée.
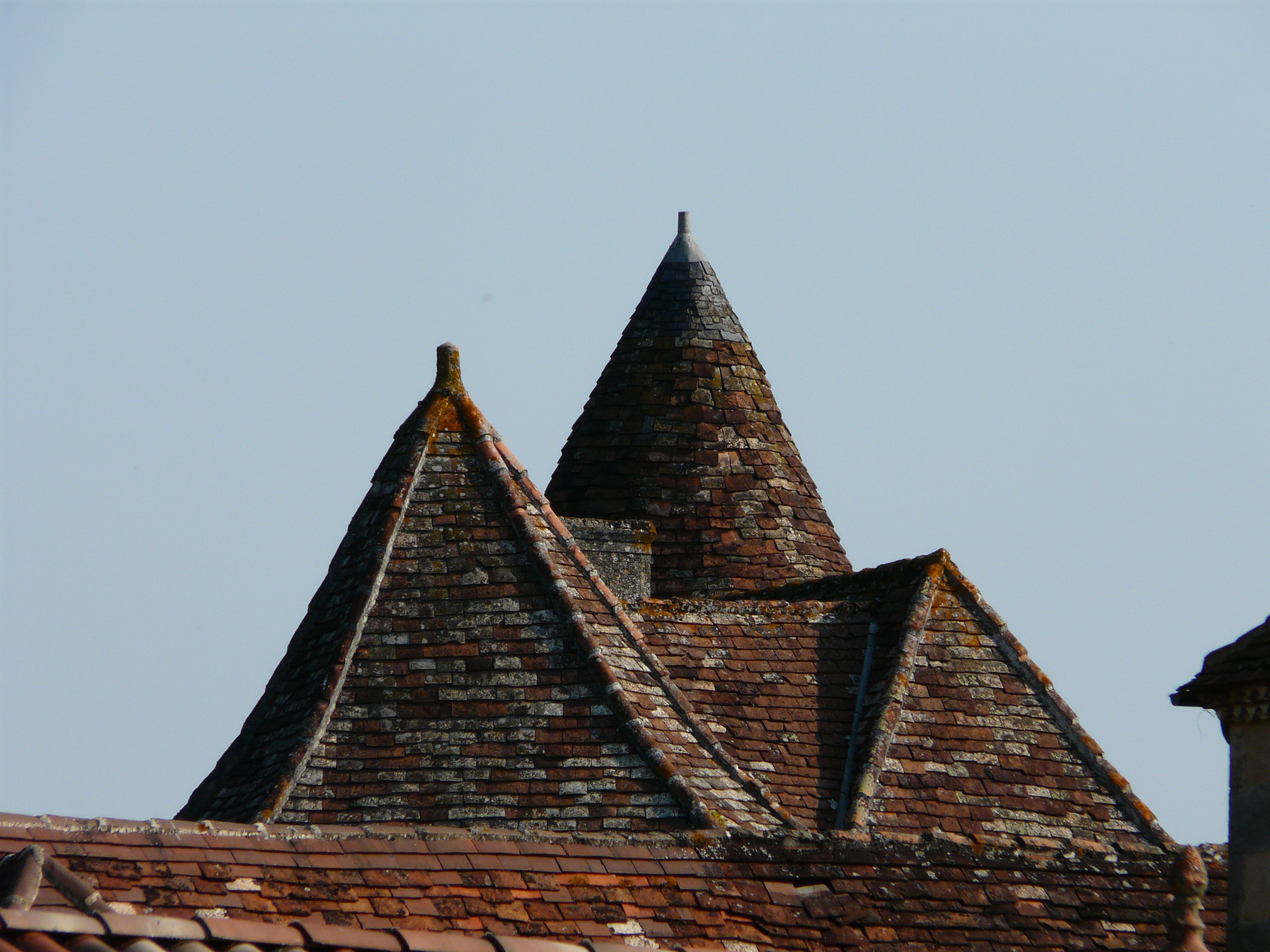
Toits du château.